# Alfredo Bovet
Alfredo Bovet (Cully, Suiza, 6 de mayo de 1909 - Renens, Suiza, 15 de enero de 1993) fue un ciclista italiano de origen suizo. Fue profesional entre 1930 y 1945, consiguiendo 21 victorias, entre las cuales destacan la Milán-San Remo de 1932 y la Vuelta a Cataluña de 1933.
A partir de 1937 centró sus esfuerzos en el ciclismo en pista, en que consiguió varios éxitos, pero menores respecto a los logrados en carretera.

## Palmarés
1931
- Coppa San Geo

1932
- Milán-San Remo

1933
- Volta a Cataluña , más 2 etapas
- Tres Valles Varesinos
- 3º en el Campeonato de Italia en Ruta

1934
- 2 etapas del Giro de la Provincia de Milán

1935
- Copa Ciudad de Busto Arsizio
- 2 etapas del Giro de la Provincia de Milán

## Resultados en las grandes vueltas
| Carrera         | 1930 | 1931 | 1932 | 1933 | 1934 | 1935 | 1936 | 1937 | 1938 | 1939 | 1940 | 1941 | 1942 | 1943 | 1944 | 1945 |
| --------------- | ---- | ---- | ---- | ---- | ---- | ---- | ---- | ---- | ---- | ---- | ---- | ---- | ---- | ---- | ---- | ---- |
| Giro de Italia  | -    | 13º  | 45.º | 4.º  | Ab.  | 56.º | 31.º | Ab.  | -    | -    | -    | -    | -    | -    | -    | -    |
| Tour de Francia | -    | -    | -    | -    | -    | -    | -    | -    | -    | -    | -    | -    | -    | -    | -    | -    |
| Vuelta a España | -    | -    | -    | -    | -    | -    | -    | -    | -    | -    | -    | -    | -    | -    | -    | -    |
| Mundial en Ruta | -    | -    | -    | -    | -    | -    | -    | -    | -    | -    | -    | -    | -    | -    | -    | -    |

-: no participa 

Ab.: abandono